# Settimana della moda di Parigi
La settimana della moda di Parigi è una celebre settimana della moda tenuta due volte ogni anno a Parigi in Francia. Si tratta di due eventi distinti: le sfilate primavera/estate e quelle autunno/inverno, le cui date vengono stabilite annualmente dalla Fédération Française de la Couture. Ideata da quest' ultima nel 1973, e si è tenuta per la prima volta al palazzo di Versailles. Negli ultimi anni la settimana della moda si è tenuta nel Carrousel du Louvre e presso il padiglione delle Arti Decorative del più famoso dei musei. Più precisamente,  in questa area, si svolge l’appuntamento con La Mode Habille la Paix (la moda veste la pace) dove all’insegna dell’abbattimento dei superstiti pregiudizi nei confronti delle modelle nere sulle passerelle, sfilano le collezioni di stilisti che aderiscono al progetto di African Fashion Gate.
La settimana della moda di Parigi, fa parte delle "Big Four", quattro eventi ritenuti particolarmente importanti in quanto svolti nelle capitali della moda. Le altre tre settimane della moda dei "Big Four" sono quelle di Milano, Londra e New York. Il programma inizia con New York, seguito da Londra, poi Milano, e termina appunto con Parigi.

## La settimana della moda di Parigi 2023
L'ente responsabile della moda in Francia ha recentemente svelato il calendario preliminare per la settimana della moda di Parigi, che si terrà dal 26 settembre al 4 ottobre e presenterà le collezioni primavera-estate 2023 di ben 105 maison. Questo evento segnerà il ritorno al formato fisico con 64 sfilate e 41 presentazioni che avranno luogo nella capitale della moda francese. Tra le novità più attese di questa stagione, si annuncia con grande entusiasmo il debutto a Parigi di Victoria Beckham. Inoltre, ci saranno altri nomi nuovi da tenere d'occhio, tra cui il marchio A.W.A.K.E. Moda e la prestigiosa maison australiana Zimmermann. Da sottolineare che verrà lanciata Rabanne, la nuova identità del marchio precedentemente noto come Paco Rabanne.